# گیچی‌دره
گیچی‌دره، روستایی از توابع بخش دینور شهرستان صحنه در استان کرمانشاه ایران است.

## جمعیت
این روستا در دهستان حر قرار دارد و براساس سرشماری مرکز آمار ایران در سال ۱۳۸۵، جمعیت آن زیر سه خانوار بوده‌است.این روستا از  طایفه‌های زیر تشکیل شده است1_طایفه سوفی：این طایفه رابرخی از اهالی روستاازروستاهای کردنشین اطراف شهرقروه دراستان کردستان میدانند, عده‌ای از این طایفه در تهران ساکن‌اند.2_طایفه ترک：این طایفه رااهالی روستا ازمردم ترک زبان شهرستان سنقر میدانند3_طایفه موسایی：طایفه‌ای که در گذشته یهودی بوده اندوهم اکنون مسلمان شده‌اند .                                                                                    زبان و دین：زبان مردم این روستا کردی کلیایی است و دین ان‌ها اسلام وشیعه هستند.                                                                       کوه‌ها و چشمه ها：بلندترین کوه روستاملهمستان(ملمسان) است و از چشمه‌های ان میتوان به کانی سراو . کانی دراو . کانی پشت نوتنگ . کانی قیصره . کانی ناو عاوای و کانی دره گرده کان و کانی خود روستا رانام برد. مردم این روستادرفصل زمستان وپاییز دوخانوارند امادرتابستان و بهار به دلیل کارهای کشاورزی افزایش می یابند, همچنین مردم روستا بیشتربه باغداری مشغولند. اما الان بالای ۸۰نفر وبالای۱۵خانوار در آنجا هستند.